# Parancistrocerus nigriventris
Parancistrocerus nigriventris är en stekelart som beskrevs av Giordani Soika 1995. Parancistrocerus nigriventris ingår i släktet Parancistrocerus och familjen Eumenidae. Inga underarter finns listade i Catalogue of Life.